# Günther von Sydow
Günther von Sydow (* 14. Juli 1855 in Dobberphul, Kreis Königsberg Nm.; † 1. November 1924 in Wernigerode) war ein deutscher Verwaltungs- und Kirchenbeamter.

## Leben
Günther von Sydow wurde geboren als Sohn des Herrn auf Stolzenfelde Wilhelm Karl von Sydow (1823–1907) und Antonie geb. von Heyden (1826–1908). Nach dem Besuch des Gymnasiums in Wernigerode studierte er an der Universität Lausanne, der Rheinischen Friedrich-Wilhelms-Universität Bonn und der Universität Leipzig Rechtswissenschaften. 1875 wurde er Mitglied des Corps Borussia Bonn. Nach dem Studium trat er in den preußischen Staatsdienst ein. Von 1883 bis 1905 war er Landrat des Landkreises Falkenberg im Regierungsbezirk Oppeln. Von 1905 bis 1923 war er Konsistorialpräsident der Kirchenprovinz Westfalen.
Von Sydow war verheiratet mit Angelika Freiin von Schuckmann (* 1. November 1860). Sie hatten vier Töchter, darunter die Gebrauchsgrafikerin und Illustratorin Elisabeth von Sydow. Sein älterer Bruder war der Verwaltungsjurist und Politiker Konrad von Sydow.